# 에우세비우스

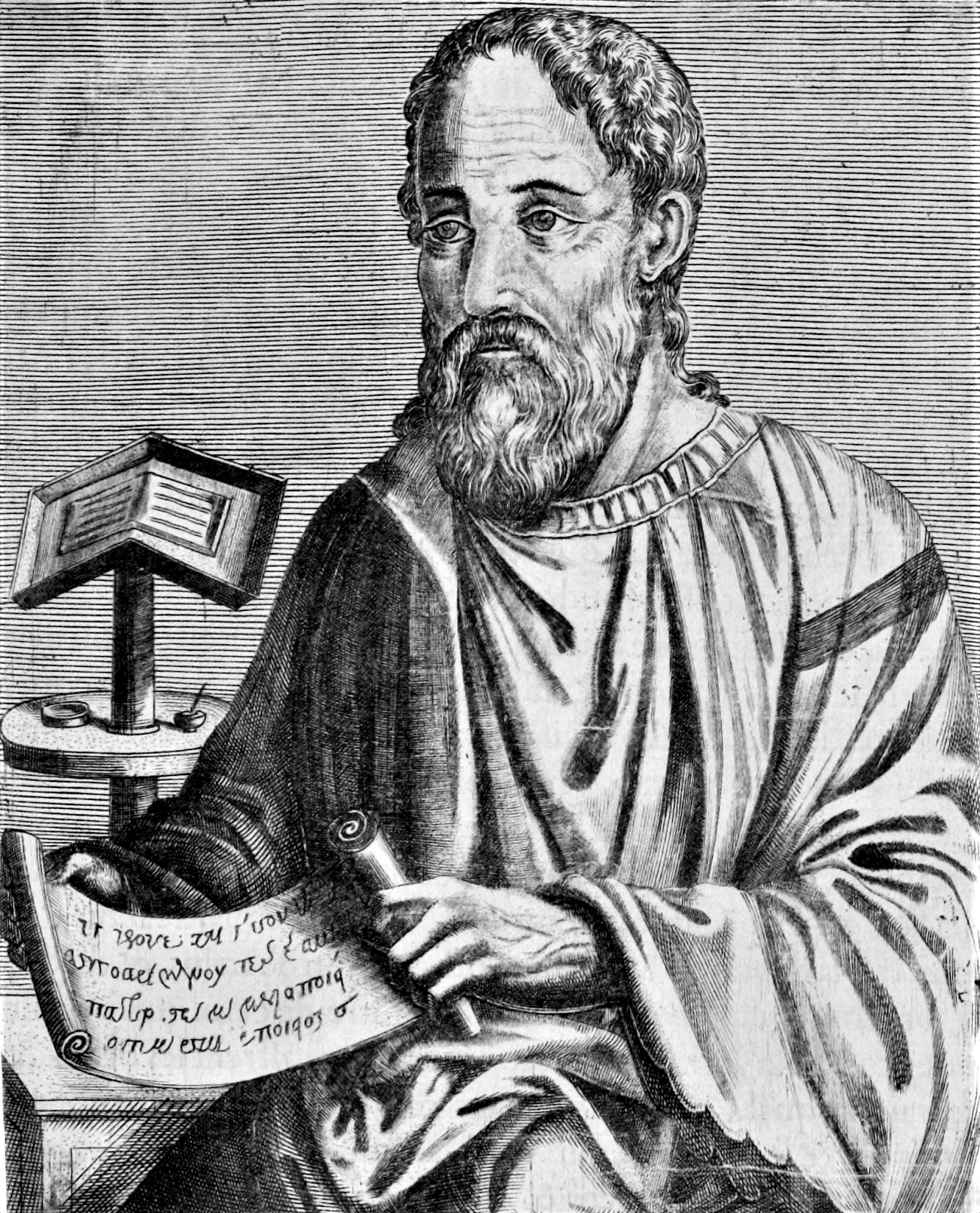
카이사리아의 에우세비우스

카이사레아의 에우세비우스, 가이사랴의 유세비우스(그리스어: Ευσέβιος της Καισαρείας; 263년경 - 339년) 또는 팜필로스의 에브세비오스 (그리스어: Εὐσέβιος τοῦ Παμϕίλου)는 로마 제국의 신학자, 역사가, 석의학자이다. 314년 즈음에 팔레스타인에서 카이사리아 마리티마의 주교가 되었다. 당대 정경을 연구하던 학자 중 가장 명망이 높은 학자로 팜필로스와 함께 거론된다.

## 생애
에우세비우스는 260년경에 태어난 것으로 추정된다. 가족에 대해서는 알려진 부분은 거의 없지만, 디오클레티아누스의 기독교 박해 중 스승 팜필로스와 동문들이 순교한데 반해, 에우세비우스는 짧게 투옥되었다가 풀려난 점을 두고 유력인사의 가족에 속했다고 보기도 한다. 에우세비우스는 안티오케이아와 후에 카이사리아에서 교육을 받았다.에우세비우스는 카이사리아에서 세례를 받았고 사제로 서품되었다.
296년경 에우세비우스는 디오클레티아누스와 함께 팔레스타인을 통과하는 콘스탄티누스를 처음 보았던 것으로 기록한다. 팜필로스가 순교한 후, 그는 티로스와 이집트로 여행하면서 박해를 목격하였다. 315년경, 에우세비우스는 카이사리아의 주교로 선출되었다.

## 신학
그리스도의 사역을 선지자, 제사장, 왕의 삼중직으로 처음 구분했다고 알려져 있다.

## 저서

### 교회사
에우세비우스가 쓴 《교회사》(그리스어: Ἐκκλησιαστικὴ ἱστορία; 라틴어: Historia Ecclesiastica 또는 Historia Ecclesiae)는 초대 교회의 역사를 연대기적으로 정렬하여 체계적으로 쓴 책으로 현존하는 최고(最古)의 교회사 서적이다. 사도들로부터 에우세비우스가 이 책을 집필한 시대까지 로마 제국과 초대 교회를 중심으로 일어난 사건들과 인물들을 다룬다. 정확하지 않은 부분이 일부 있지만, 에우세비우스가 참고한 서적들 중 소실된 자료들이 많고 또 최초의 교회사 서적이라는 의의는 두루 인정받는다.

### 기타
- 연대기(Chronicon(그리스어: Παντοδαπὴ ἱστορία Pantodape historia, "Universal history"))

- 콘스탄티누스의 생애(en)(그리스어: Βίος Μεγάλου Κωνσταντίνου; 라틴어: Vita Constantini)

- 팔레스타인의 순교자들(en) (Martyrs of Palestine)

- 복음의 예비 (en) (Praeparatio evangelica)

- 복음의 증명 (Demonstratio Evangelica)

- 신현 (Theophany)

- 마르켈루스 논박서 (Against Marcellus)

- 교회 신학에 관하여 (Upon the Church Theology)

- 이름 (Onomasticon)

## 같이 보기
- 초기 기독교